# Husajnova mešita
Husajnova mešita (arabsky مسجد الإمام الحسين) je mešita, která se nachází v Káhiře nedaleko bazaru Chán al-Chalílí. Byla postavena v roce 1154 a byla pojmenovaná po Husajnovi ibn Alím, vnukovi proroka Mohameda. Někteří věří, že jeho hlava byla pohřbena na místě, kde byla tato mešita postavena. Naopak Ší'ité věří, že hlava Husajna ibn Alího je pohřbena společně s jeho tělem v mešitě Imama Husajna v irácké Karbale. Mešita, která je považována za jedno z nejposvátnějších míst v Káhiře, byla postavena na hřbitově fátimovských chalífů. Tento objev byl zjištěn během prováděných vykopávek. Nejstarší částí celého komplexu je mauzoleum, jehož vznik se datuje do roku 1154. Současná budova byla postavena v 19. století v novogotickém směru. V komplexu budov byly nalezeny velmi posvátné předměty jako například nejstarší rukopis koránu.